# Stelarc
Stelarc (właśc. Stelios Arcadiou, ur. 19 czerwca 1946 na Cyprze) – australijski artysta współczesny, od 1948 mieszka w Australii. Ukończył T.S.T.C (Art and Crafts) oraz Uniwersytety Monach i Melbourne. Twórczość Stelarca związana jest z Body Art oraz Performance. Tematyka jego działań nierozerwalnie dotyka problemu ludzkiego ciała w kontekście technologii, interfejsów łączących człowieka z maszyną. Największy rozgłos uzyskał dzięki cyklowi performance’ów „Suspensions”. Do 2007 r. obejmował stanowisko dyrektora pracowni naukowej Katedry Performatywnej Sztuki Cyfrowej na Uniwersytecie Nottingham Trent w Anglii. Obecnie udziela się jako profesor w szkole artystycznej na Uniwersytecie Brunel w Londynie. Jest ojcem dwóch córek, z których jedna (Astra Stelarc) w ślad za ojcem wstąpiła na drogę artystyczną.

## Zarys działalności
Prace Stelarca obejmują szereg eksperymentów, w oparciu o użycie nowoczesnych technologii medycznych, robotów i komputerów. Wykorzystuje system wirtualnej rzeczywistości oraz Internet, aby zgłębiać ich związek z ludzkim ciałem. Stelarc głosi pogląd „body obsolete”, czyli przestarzałego ciała, które w obliczu wysoce rozwiniętej techniki jest niewystarczające i słabe. Artysta zmierza do jego ulepszenia i przystosowania do nowych warunków przy użyciu postępującej technologii.
- 1968-1970 – Performance’y multimedialne
- 1968-1972 – Helmets: Put on and Walk Przedziały uczuciowe
- 1970-1994 – Amplified Body – ciało artysty podłączone jest do sieci czujników kontrolujących fale mózgowe (EEG), mięśnie (EMG), puls i ciśnienie krwi. Pozostałe czujniki monitorują ruch członków i pozycję ciała
- 1973-1975 – Filmowanie wewnątrz ciała – 6 mm kolorowych filmów żołądka (14 min), okrężnicy (16 min), i płuc (15 min). Skan video prześwietlające całe ciało (60 min)
- 1976-1981 – Third Hand – artysta przymocował do swojego ciała trzecie ramię – robota. Reaguje ono na sygnały wysyłane z mięśni brzucha i nóg (EMG), co zmusza ciała do zmiany przyzwyczajeń ruchowych. Ramię ma zdolność chwytania i wciskania, a także obrotu nadgarstka o 290 stopni. Przesyła zwrotne impulsy do ciała, dając prymitywne wrażenie czucia
- 1976-1988 – Cykl performance’ów Suspensions – artysta wykonał w różnych miejscach i kombinacjach 25 podwieszeń na linach, przymocowanych za pomocą starych haków wbitych w skórę
- 1992-1993 – Virtual Arm Project
- 1993 – Stomach Sculpture
- 1994 – System stymulowania mięśniami – programujący choreografię ruchów ciała
- 1995-1998 – Fractal Flesh, Parasite, Ping Body
- 1998 – Konstrukcja 6-nożnego, napędzanego pneumatycznie robota
- 2000 – Konstrukcja z dodatkowego ramienia ze swobodnym 11-stopniowym manipulatorem
- 2000 – Konstrukcja ze swobodną, 6-stopniową Protezą Ruchu, z systemem przechwytywania przeciwstawnego ruchu
- 2000-2001 – Konstrukcja prototypu Hexapod – 6-nożnego robota
- 2002-2003 – Konstrukcja Muscle Machine; Konstrukcja Prosthetic Head – ucieleśniająca dialogującego agenta, konwersującego z osobą, zadającą pytania
- 2003 – Kopia ucha artysty w skali 1:4, wzrastającego w oparciu o komórki człowieka i myszy
- 2007 – Extra Ear: operacja wszczepienia w przedramię artysty implantu ucha

## Publikacje
W 2005 r. wydawnictwo MIT Press wydało pozycję Stelarc: The Monograph, zawierającą dokumentację fotograficzną performance’ów oraz kilka wywiadów z pisarzami relacjonującymi ich styczność z artystą.

## Nagrody i odznaczenia
- 1972, 1981 – The Myer Foundation, Australia
- 1975, 1976, 1982, 1989, 1994, 1996 – The Visual Arts / Craft Board, Australia Council
- 2001 – The Wellcome Trust, UK
- 2002 – The Arts and Humanities Research Board, UK
- 1997 – Professor of Art and Robotics, Carnegie Mellon University, Pittsburgh
- 2002 – Doctor of Laws, Monash University, Melbourne